# 竹内智香
竹内 智香（たけうち ともか、女性、1983年12月21日 - ）は、スノーボードアルペン選手。
所属は、小嶋アカデミー→ロイズ→広島ホームテレビを経て、現在は広島ガス。身長165cm、体重62kg。血液型A型。

## 来歴
北海道旭川市出身。クラーク記念国際高等学校出身。
小学校の卒業文集に「夢はオリンピック」と記していた。14歳の時に見た1998年長野オリンピックがきっかけで本格的にスノーボード競技を始める。旭川市立東明中学校から、スノーボード部がある北海道上川高等学校に進学。しかし当時同校で竹内を指導していた小島久幸がクラーク記念国際高校に転勤したため、その後を追うように同校に転校。クラーク記念国際高校在学中の2002年ソルトレークシティオリンピックに出場。2003-04シーズンよりワールドカップに参戦。2006年トリノオリンピックでは9位。トリノオリンピック後の2007年6月に「日本では選考基準が曖昧なので、何を目指していいのかがわからない」と言う理由でヨーロッパで挑戦することを決め、5か国のチームに練習の参加を打診するも全て断られたが、スイスナショナルチームから了承を得て同年8月にチーム入り。その23歳から28歳まではスイスに活動拠点を移し、スイスナショナルチームと共にトレーニングをしていた。スイスを選んだ理由には「一年中氷河がある所で、いつでも滑れるし、世界トップクラスの滑りと考え方を間近で体感しながら効果的に練習出来る」ことだったからと言う。
また、トリノ五輪メダリストのショッホ兄弟とともに「BLACKPEARL」というボードを開発している。ボード開発をして2年目で、その当時として日本人としてアルペン競技で初のW杯総合3位となった。
2010年2月のバンクーバーオリンピックでは13位。日本では支援企業の少ないマイナー競技であり、当時はまだ「スノーボード選手のイメージが悪い」と言う理由から企業10社以上から断られるなどあったため無所属となったが、同年、縁のある広島県山県郡北広島町での「ワールドスノーボードフェスティバル」（やわたハイランド191リゾート）を自ら企画奔走、広島ホームテレビが竹内の支援に名乗り出て、同年9月から同局に契約社員として入社した。同イベントは、競技を通じて知り合った五輪メダリストを含む約30人の外国人選手らが自費で参加し、2011年2月、2012年2月と二回開催された。2011年10月には「企業イメージの向上につながる」と注目した広島ガスと所属契約を結び、同社は竹内のためにスキー部を創部した。
2012年12月21日、自身の29歳の誕生日にカレッツァ（ イタリア）で開催された2012 - 2013年シーズンの初戦となるパラレル大回転でFISワールドカップ初優勝を飾った。2013-14シーズンは出場したワールドカップ3戦全てで2位に入り、2014年ソチオリンピック直前の世界ランクでは2位にランクインした。
2014年2月のソチオリンピックパラレル大回転では、予選を1位で通過し、決勝トーナメントでも安定した滑りで決勝進出を果たす。決勝は世界ランク1位、スイス時代の元チームメイトであるパトリツィア・クンマーと対戦。1本目はクンマーに0.30秒差をつけ逃げ切ったが、2本目の中盤にわずかにリードを許したところで転倒し惜しくも銀メダルとなった。それでも、スノーボード競技では日本人女性初のオリンピックメダリストとなり、アルペン種目では1956年・コルティナダンペッツォオリンピックのスキー回転で銀メダルを獲得した猪谷千春以来、58年ぶりの快挙となった。
2018年2月の平昌オリンピック女子パラレル大回転種目に再度選出された。

## 人物
- 3人きょうだいの末っ子。兄が2人居る[7]。
- かつて、新聞に名前を誤植されたことがあるため、あだ名は「智春（ともはる）」[7]。
- 実家は旭岳温泉でホテル『湧駒荘（ゆこまんそう）』を経営しており[26]、智香本人もシーズンオフには実家の手伝いをすることもある[27]。
- 父は乗馬でオリンピック出場を目指していたが、かなわなかった。娘・智香がスノーボードを始めたいと言い出したのに対し「汚い格好というイメージだから」と父は大反対したが、自分でスノーボードを買って来たりしたその熱意に最後は折れたという[8]。
- 広島県に親戚がおり[18][19]、北海道出身ながら広島が大好きで湯崎英彦広島県知事に「観光大使になりたいです」と直訴し2010年11月、初代「ひろしま観光大使」に任命された[2][28][29][30]。広島への冬季観光客誘致のために活躍している[3][13]。
- 日本語に加え、英語とドイツ語を話すことが出来る[31]。ドイツ語は母親にドイツ語のテキストを送ってもらうなどして、約3か月でマスターしたという[32]。
- 2005年春頃から、地元・旭川に戻るたびに日本舞踊を習っていた。「上半身と下半身の動きの違いを習得することで、それが競技をする上でプラスになるのでは」と考え、模索していたという。またこの頃、イチローや柳本晶一の著書を読んで参考にもしていたことがあった[33]。
- 2024年、スイス代表との合同練習を2007年から5年間行ったことやスイスを遠征拠点として訪れていた縁もあり在東川スイス名誉領事に就任[34]。実家の旅館「勇駒荘」に名誉領事館を置いた[35]。

## 主な成績
- 2015年世界選手権 3位（パラレル大回転）
- 2014年ソチオリンピック 2位（パラレル大回転）
- 2010年バンクーバーオリンピック 13位（パラレル大回転）[36]
- 2006年トリノオリンピック 9位（パラレル大回転）
- 2002年ソルトレークシティオリンピック 22位（パラレル大回転）
- 2009年世界選手権 4位（パラレル大回転）
- ワールドカップ最高順位 1位（2012年）
- ワールドカップ表彰台　10回(1位　1回、2位　8回、3位　1回)
- FISワールドカップ08～09　PGS総合3位

## 戦歴
2008年 - 2009年
- 09.03.21　FISワールドカップ(イタリア・Valmalenco)　PGS　9位
- 09.03.15　FISワールドカップ(スペイン・La Molina)　PGS　43位
- 09.02.26　FISワールドカップ(アメリカ・Sunday River )　PGS 2位
- 09.02.22　FISワールドカップ(カナダ・Stoneham)　PGS　2位
- 09.02.15　FISプレ五輪ワールドカップ(カナダ・Cypress)　PGS　キャンセル
- 09.01.31　FISワールドカップ(ドイツ・Bayrischzell / Sudelfeld)　PGS　4位
- 09.01.21　世界選手権(韓国)　PSL　13位
- 09.01.20　世界選手権(韓国)　PGS　4位
- 09.01.07　FISワールドカップ(オーストリー・Kreischberg)　PSL　2位
- 09.01.06　FISワールドカップ(オーストリー・Kreischberg)　PGS　2位
- 08.12.21　FISワールドカップ(スイス・Arosa)　PSL　6位
- 08.12.14　FISワールドカップ(イタリア・Limone Piemonte)　PGS　18位
- 08.11.19　ノースアメリカカップ（アメリカ・Copper）　PGS　5位
- 08.10.10　FISワールドカップ(オランダ・Landgraaf)　PSL　16位

2007年 - 2008年
- 08.03.15　FISワールドカップ(イタリア・Bormio)	PGS	7位
- 08.03.09　FISワールドカップ(カナダ・Stoneham)	PGS	32位
- 08.03.03　FISワールドカップ(アメリカ・Lake Placid, NY)	PGS	12位
- 08.02.24　FISワールドカップ(日本・郡上)	PGS	12位
- 08.02.17　FISワールドカップ(韓国・Sungwoo)	PGS	11位
- 08.01.27　FISヨーロッパカップ(ドイツ・Sudelfeld)	PGS	5位
- 08.01.20　FISワールドカップ(スペイン・La Molina)	PSL	15位
- 08.01.19　FISワールドカップ(スペイン・La Molina)	PGS	11位
- 08.01.10　FISヨーロッパカップ(オーストリア・Bad Gastein)	PSL	6位
- 08.01.09　FISワールドカップ(オーストリア・Bad Gastein)	PSL	8位
- 07.12.16　FISワールドカップ(スイス・Nendaz)	PSL	15位
- 07.12.08　FISワールドカップ(イタリア・Limone)	PGS	8位
- 07.10.21　FISワールドカップ(オーストリア・Soelden)	PGS	6位
- 07.10.12　FISワールドカップ(オランダ・Landgraaf)	PSL	11位

2006年 - 2007年
- 07.03.17　FISワールドカップ(カナダ／ストンハム)　PGS　16位
- 07.03.09　全日本スノーボード選手権大会2007(岐阜／郡上)　PGS　優勝
- 07.02.25　FISワールドカップ(韓国／ソンウ)　PGS　14位
- 07.02.16　FISワールドカップ(日本／富良野)　PGS　7位
- 07.02.02　FISワールドカップ(イタリア／バルドネッキア)　PGS　15位
- 07.01.28　FISワールドカップ(スイス／ネンダッツ)　PSL　9位
- 07.01.18　FIS世界選手権(スイス／アローザ)　PSL　14位
- 07.01.17　FIS世界選手権(スイス／アローザ)　PGS　15位
- 07.01.05　FISキスマークカップ・スノーボード・ジャパン札幌　GS　優勝
- 06.12.22　FISヨーロッパカップ(オーストリア／バドガシュタイン) PSL　優勝
- 06.12.21　FISワールドカップ(オーストリア／バドガシュタイン)　PSL　7位
- 06.12.20　FISワールドカップ(オーストリア／バドガシュタイン)　PSL　17位
- 06.12.13　FISワールドカップ(イタリア／サン・ヴィジリオ・ディ・マレッベ) PGS　途中棄権
- 06.10.21　FISワールドカップ(オーストリア・ゾルデン)	PGS　22位
- 06.10.13　FISワールドカップ(オランダ・ランドグラフ)	PSL　27位

2005年 - 2006年
- 06.03.24　FIS公認スノーボード全日本選手権（北海道津別）　PGS　優勝
- 06.03.19　FISワールドカップ2006 ファイナル（富良野）　PGS　8位
- 06.03.09　FISワールドカップ（アメリカ・レイクプラシッド）　PGS　14位
- 06.03.03　FISワールドカップ（ロシア・サンクトペテルブルク）　PSL　6位
- 06.03.01　FISワールドカップ（ロシア・シュコロボ）　PSL　16位
- 06.02.23　冬季トリノオリンピック	PGS　9位
- 06.01.22　FISワールドカップ（スイス・ネンダツ）　PSL　12位
- 06.01.18　FISヨーロッパカップ（スイス）　PSL　24位
- 06.01.15　FISワールドカップ（イタリア）　PGS　18位
- 06.01.08　FISワールドカップ（オーストリア）　PGS　27位
- 05.12.18　ワールドカップ（カナダ）　PGS　13位
- 05.12.17　ワールドカップ（カナダ）　PGS　11位
- 05.12.11　ヨーロッパカップ（オーストリア）　PGS　3位
- 05.12.10　ヨーロッパカップ（オーストリア）　PGS　10位
- 05.11.22　ノースアメリカカップ（アメリカ）　PGS　16位
- 05.11.21　ノースアメリカカップ（アメリカ）　PGS　9位
- 05.10.15　ワールドカップ（オーストリア）　PGS　23位
- 05.10.07　ワールドカップ（オランダ）　PSL　17位

2004年 - 2005年
- 05.03.16　ワールドカップ（スウェーデン）　PGS　26位
- 05.03.12　ワールドカップ（スペイン）　PSL　14位
- 05.03.03　ワールドカップ（アメリカ）　PGS　27位
- 05.02.25　ワールドカップ（韓国）　PSL　23位
- 05.02.19　ワールドカップ（日本）　PSL　8位
- 05.02.18　ワールドカップ（日本）　PGS　7位
- 05.02.09　ワールドカップ（イタリア）　PGS　8位
- 05.02.06　ワールドカップ（ドイツ）　PSL　17位
- 05.02.01　ワールドカップ（スロベニア）　PGS　途中棄権
- 05.01.25　FISレース（韓国）　PGS　優勝
- 05.01.19　ワールドスノーボードチャンピオンシップ（カナダ）　PSL　7位
- 05.01.18　ワールドスノーボードチャンピオンシップ（カナダ）　PGS　15位
- 05.01.07　ワールドカップ（ロシア）　PSL　11位
- 04.12.20　ノースアメリカカップ（アメリカ）　PGS　8位
- 04.12.17　ワールドカップ（オーストリア）　PSL　4位
- 04.12.04　ワールドカップ（イタリア）　PGS　中止
- 04.10.24　ワールドカップ（オランダ）　PSL　13位
- 04.10.16　ワールドカップ（オーストリア）　PGS　24位

2003年 - 2004年
- FISカナダナショナルチャンピオンシップ（ケベック）　PGS　3位
- FISカナダナショナルチャンピオンシップ（ケベック）　PSL　優勝
- FISUSナショナルチャンピオンシップ（ブリッケンリッジ）　PGS　9位
- FISUSナショナルチャンピオンシップ（ブリッケンリッジ）　PSL　優勝
- FISワールドカップイタリア大会（バルドネッキア）　PGS　7位
- FISワールドカップアメリカ大会（マウントバチェラー）	PGS　4位
- FISワールドカップ日本大会（真駒内）　PSL　23位
- FISワールドカップ日本大会（真駒内）　PGS　3位
- FISワールドカップドイツ大会（ベルヒレスガーデン）　PGS　11位
- FISワールドカップスロベニア大会（マリボア）　PGS　34位
- FISワールドカップフランス大会（アルプ ドゥ ヒューズ）　PGS　35位
- FISワールドカップフランス大会（アルプ ドゥ ヒューズ）　PGS　18位
- FISワールドカップオーストリア大会（バド ガシュタイン）　PSL　33位
- FISヨーロッパカップ（ドイツ、ベルヒレスガーデン）　PGS　9位
- FISワールドカップカナダ大会（ストーンハム）　PGS　8位
- FISUSグランプリ大会（パークシティ）　PGS　優勝
- FISワールドカップカナダ大会（ウィスラー）　PGS　12位
- FISワールドカップスウェーデン大会（タンダダーレン）　PGS　14位
- FISワールドカップオランダ大会（ランドグラフ）　PSL　22位
- FISワールドカップオーストリア大会（ソルデン）　PGS	18位
- FISワールドカップオーストリア大会（ソルデン）　PSL　35位
- FISワールドカップチリ大会（バジェネバド）　PGS　21位

## メディア出演

### テレビ
- SWITCHインタビュー達人達「竹内智香×安藤桃子」（2014年7月19日、NHK Eテレ）
- 出没!アド街ック天国「北海道東川町」ゲスト出演（2023年7月8日、テレビ東京）

## 著書
- 『私、勝ちにいきます: 自分で動くから、人も動く』小学館、2014年7月1日。ISBN 978-4-09-388374-0。